# Bjerka
Bjerka este o localitate din comuna Hemnes, provincia Nordland, Norvegia, cu o suprafață de 0,82 km² și o populație de 476 locuitori (2013).